# Викстрём, Антти
Антти Викстрём (фин. Antti Vikström; род. 15 января 1993) — финнский лучник, специализирующийся в стрельбе из олимпийского лука. Участник Олимпийских игр.

## Биография
Антти Викстрём родился 15 января 1993 года в Оулайнене.
В шестилетнем возрасте в родном городе начал заниматься спортом. И отец, и мать являлись лучниками, выступавшими на международных соревнованиях. Отец Пентти выступал на Олимпиаде-1988, а мать на чемпионате мира 2005 года в Мадриде.
Антти Викстрём женат.

## Карьера
В 2017 году выступил на этапе Кубка мира в Берлине, но вылетел на стадии 1/32 финала.
В 2018 году стал семнадцатым в личном первенстве на чемпионате Европы в Легнице. В команде выбыл на стадии 1/8 финала, в миксте - в 1/16 финала. На этапе Кубка мира в Солт-Лейк-Сити занял 33-е место, а в Берлине стал 17-м как в миксте, так и в личном турнире.
В 2019 году показал лучший результат Кубка мира на этапе в Шанхае, дойдя до 1/8 финала. Также выступил в личном турнире, но выбыл на стадии 1/32 финала. В Берлине стал семнадцатом в обеих дисциплинах. В Анталии выступил в миксте и также выбыл на стадии 1/16 финала. На чемпионате мира в Хертогенбосе в личном турнире проиграл в первых раундах плей-офф, стал семнадцатым в командном турнире и 35-м в миксте.
В 2021 году выступил на этапе Кубка мира в Париже, где дошёл в миксте до 1/16 финала. На чемпионате Европы в Анталии стал лишь 33-м в индивидуальном первенстве и 17-м в команде.
На Олимпийских играх в Токио участвовал только в индивидуальном первенстве. В первом же матче навылет после пяти сетов понадобилась перестрелка, и точнее оказался соперник Антти Хайрул Мохамад из Малайзии.